# Tomboy

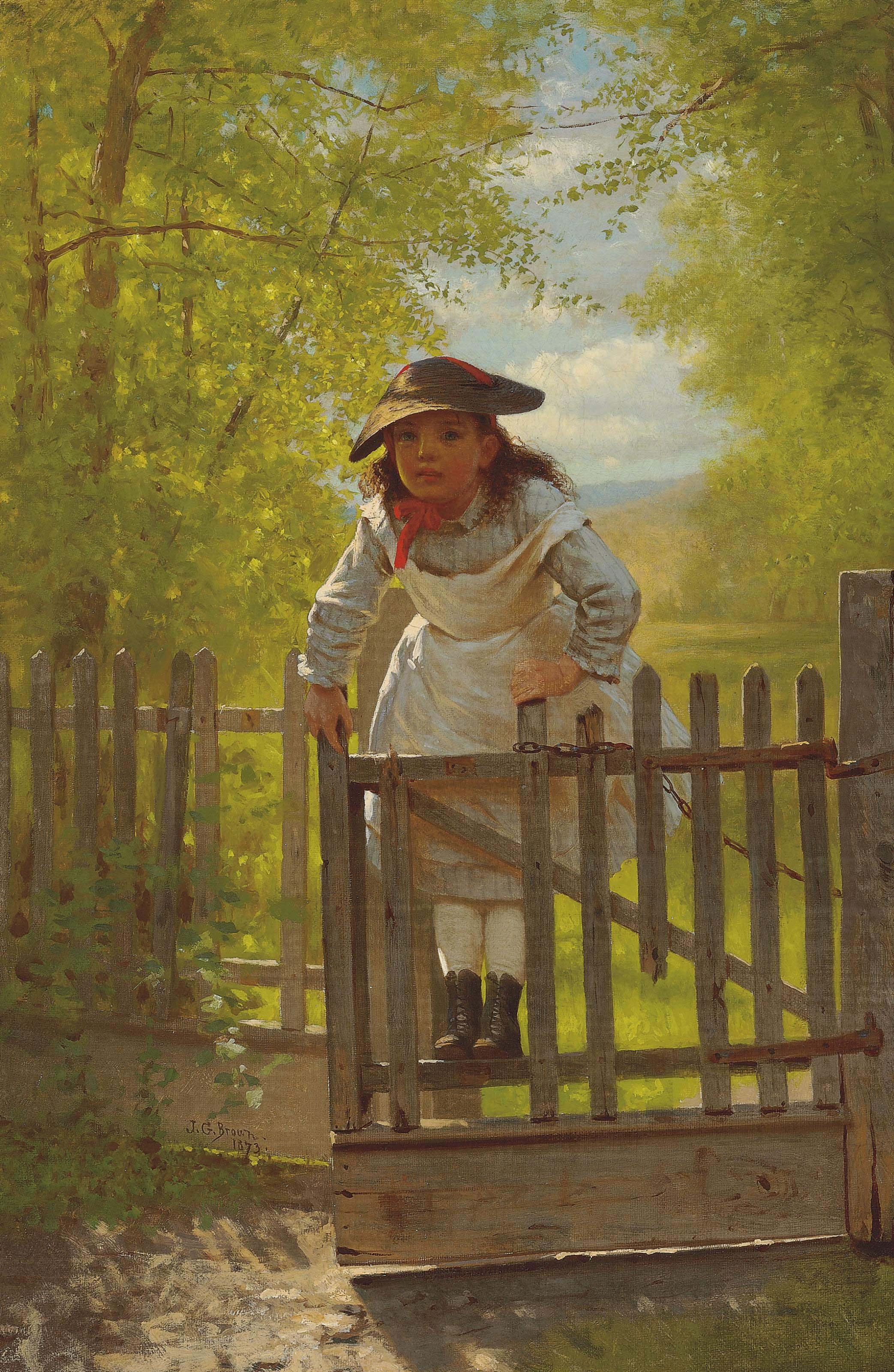
„The Tomboy”, tablou de John George Brown, 1873

Tomboy este denumirea dată unei fete al cărei comportament este considerat a fi tipic pentru un băiat.